# 광야로의 심부름
광야로의 심부름 ( Errand into the Wilderness)는 페리 밀러의 대표작 중 하나로 1956년에 출판되었다.  뉴잉글랜드의 청교도들의 초기 미국역사에 관한 귀중한 에세이를 담고 있다.  특히 언약신학에 대한 내용은 많은 역사가들의 참고 문헌으로 이용되고 있다.

## 청교도 신학의 정수
언약신학은 뉴잉글랜드의 가장 핵심적인 신학이었다.

#### 4.뉴잉글랜드에서존 프레스톤,윌리암 퍼킨스,윌리엄 에임스,리차드 십스의 작품은 가장 많이 읽혔고 인용되었다.
1. 아르미니우스주의가 네덜란드에서 도르트 총회에서 정죄된 것은 뉴잉글랜드 칼빈주의자들에게는 적쟎은 반향을 일으켰다.
2. 퍼킨스, 에임스, 십스, 그들의 작품의  공통된 특징은 언약신학이었다.

## 조나단 에드워즈에서랠프 월도 에머슨까지
밀러는 에드워즈와 에머슨의 차이점에 대하여 언급하였는 데, 그것은 에드워즈는 인간의 원죄로 인해 전적으로 타락한 결과 자연에 있는 신성을 발견만 했지 교류를 할 수 없다고 여긴 반면, 에머슨은 인간의 타락을 부인하였기에 신성이 있는 자연과의 원활한 교류의 가능성을 주장하는 데에 있다.(185p)  